# 上田宗冏
上田 宗冏（うえだ そうけい、1945年 - ）は茶道家。
茶道上田宗箇流十六代目家元。

## 略歴
- 1964年 修道高等学校卒業[1]
- 1968年 慶應義塾大学経済学部卒業
- 1972年 戦国武将茶人上田宗箇が興した上田宗箇流家元若宗匠を継承
- 1995年 上田宗箇流家元を継承
- 2005年 備前・曹源寺にて法諱「宗冏」を受戒

## 著書
- 「上田宗箇流　茶の湯」（共著 第一学習社）
- 「上田宗箇の茶」（講談社）他